# Варварино (Рыбинский район)
Варва́рино — деревня Шашковского сельского округа в Назаровском сельском поселении Рыбинского района Ярославской области.
Деревня расположена на правом берегу реки Сороки, правого притока реки Колокша, в одном из наиболее удаленных районов Назаровского сельского поселения. Варварино — наиболее крупная из четырех деревень в бассейне реки Сорока. Напротив Варварино на левом берегу — деревня Сорокино. На расстоянии около 1 км на северо-запад от Варварино — небольшая деревня Раменье, а примерно в полутора километрах на северо-восток от Сорокино ранее была деревня Ванино. Примерно в 2 км на юг на правом берегу Колокши — деревня Борзово. Во всех названных деревнях постоянных жителей не числится. Ближайшие населенные пункты с постоянным населением удалены примерно на 4 км — Шестовское на юго восток и Титовское на юго-запад. Выше по течению Сороки, на расстоянии отколо 5 км в северном направлении населённых пунктов нет вплоть до бассейна реки Ухра, где находится Арефинское сельское поселение.
Просёлочные дороги, обычно доступные только для специальной техники связывают деревню с автомобильной дорогой Рыбинск-Тутаев (по левому берегу Волги). Одна из таких дорог ведёт в основном юго-запад по правому берегу Колокши, минуя с севера Борзово, она направляется на Фёдоровское, после которого пересекает вброд правый приток Колокши Вожу и выходит на автомобильную дорогу. Другая направляется на юг, пересекает вброд Колокшу чуть ниже устья Сороки, минует места бывших деревень Бовыкино и Гундерихи и через деревни Титовское и Федюшино выходит к Новому Посёлку.
В прошлом Варварино лежало на границе Рыбинского уезда, которая проходила по реке Сорока. Левый берег реки и деревня Сорокино относились уже к Романово-Борисоглебскому уезду.

## Население
| 1859 | 1914 | 2002 | 2007 | 2010 |
| ---- | ---- | ---- | ---- | ---- |
| 87   | ↘77  | ↘0   | →0   | →0   |

На 1 января 2007 года в деревне не числилось постоянных жителей. Почтовое отделение Ераково обслуживает в деревне Варварино 5 домов.